# Marek Antoniusz Antyllus
Marek Antoniusz Antyllus (Marcus Antonius M.f. M.n.) najstarszy syn Marka Antoniusza, zwany Antonillusem (Antosiem), a potem, żyjąc w greckojęzycznych miastach: Atenach i Aleksandrii, z grecka zwany Antyllusem. Brat Antoniusza Jullusa.
Wywód przodków:
| 4. Marek Antoniusz Kretyk    |  |                    |  |  |                             |
|                              |  | 2. Marek Antoniusz |  |  |                             |
| 5. Julia                     |  |                    |  |  |                             |
|                              |  |                    |  |  | 1. Marek Antoniusz Antyllus |
| 6. Fulwiusz Flaccus Bambulus |  |                    |  |  |                             |
|                              |  | 3. Fulwia          |  |  |                             |
| 7. Sempronia                 |  |                    |  |  |                             |
|                              |  |                    |  |  |                             |

Urodzony w 45 lub 46 p.n.e. Po zabójstwie Cezara w 44 p.n.e. był jako małe dziecko przez jedną noc trzymany przez spiskowców jako zakładnik mający zapewnić im bezpieczeństwo przed ojcem, Markiem Antoniuszem sprawującym wówczas urząd konsula.
Jako dziewięcioletni chłopiec został zaręczony z Julią – córką Oktawiana co miało umocnić sojusz między triumwirami. Po małżeństwie Marka Antoniusza z siostrą Oktawiana - Oktawią zamieszkał z nią i swoim rodzeństwem w Atenach.
Gdy Marek Antoniusz ostatecznie związał się z królową Egiptu - Kleopatrą, Antyllus dołączył do ojca. Zamieszkał w królewskim pałacu z dziećmi Kleopatry: Cezarionem – synem Cezara i Aleksandrem Heliosem, Kleopatrą Selene i Ptolemeuszem Filadelfosem – dziećmi Marka Antoniusza.
Gdy miał około czternastu lat wybuchła wojna między Oktawianem i jego ojcem, zakończona klęską floty tego ostatniego i Kleopatry w bitwie pod Akcjum. Po ucieczce do Aleksandrii Kleopatra  przeprowadziła uznanie Cezariona i Antyllusa za dorosłych. Dla Antyllusa, jako Rzymianina, oznaczało to przywdzianie tzw. „toga virilis” w ceremonii, która uczyniła z niego formalnie dorosłego obywatela rzymskiego. To posunięcie zwiększyło jego niebezpieczeństwo w wypadku wygranej Oktawiana, nie mógł już liczyć na wyrozumiałość dla dziecka. Po inwazji Oktawiana na Egipt i Aleksandrię, po samobójczej śmierci Marka Antoniusza i Kleopatry, Antyllus próbował znaleźć schronienie w świątyni ku czci Cezara, w nadziei zyskania azylu przed Oktawianem, oficjalnym spadkobiercą Cezara. Oktawian jednak uznał, że nie może pozwolić przeżyć komuś, kto mógłby z czasem zażądać dziedzictwa swojego ojca czy w jego imieniu poprowadzić do walki przeciwników. Antyllus, którego kryjówkę zdradził jeden z jego nauczycieli, Theodorus, został wyciągnięty ze świątyni przez rzymskich żołnierzy i ścięto mu głowę.